# Майдан Шептицького (Калуш)
Майдан Шептицького — розташований у центральній частині міста Калуша. Пролягає від вулиць Євшана і Чорновола до площі Героїв.
До майдану прилучаються вулиці Ковжуна, Дзвонарська та Фегонівка.

### Історія
До 1970-х років майдан Шептицького був частиною нинішньої вул. Чорновола (за Австрії — Салінарна, Польщі — Пілсудського, СРСР — Леніна, Шахтарська). Після демонтажу алеї польської забудови сформовано нову площу трикутної форми, що стала називатися Площею Перемоги. Замість польських малоповерхівок поряд з чотириповерховою кам'яницею (№ 1) збудовано будівлю міської архітектури (№ 2) та дві дев'ятиповерхівки (№ 3 і 4), а з іншого боку площі — Будинок побуту, меблевий магазин (тепер — критий ринок) та універмаг «Україна», на третій стороні (крім трьох старих двоповерхівок) між церквою і будівлею колишньої торговельної школи звели приміщення Промінвестбанку. Перед церквою Архистратига Михаїла був облаштований сквер, посередині якого було встановлено танк. 22 серпня 1990 р. площа Перемоги перейменована в майдан Шептицького. Після розпаду СРСР танк демонтовано.
У січні 2006 р. універмаг «Україна» припинив своє існування і його було переобладнано в сімейний супермаркет «Фуршет», а у березні 2015 р. на другому поверсі будівлі «оселився» магазин побутової техніки «Комфі».

### Сьогодення
Нині на майдані розташовано дві дев'ятиповерхівки, декілька малоповерхівок довоєнної забудови, а також триповерховий будинок. Також розташовані соціальні споруди: будинок побуту, супермаркет Фуршет, критий ринок, колишня будівля Промінвестбанку та управління архітектури міста. Серед релігійних будівель слід відзначити Церкву Святого Архистратига Михаїла УГКЦ, що розташована з правого боку. Вона стала найстарішою спорудою майдану Шептицького після зруйнування будівлі торговельної школи.

### Транстпортне сполучення
На майдані Шептицького розміщуються дві зупинки громадського транспорту, проходять міські маршрути № 5, 6, 6А, 8, 8А, 11.

### Фотогалерея

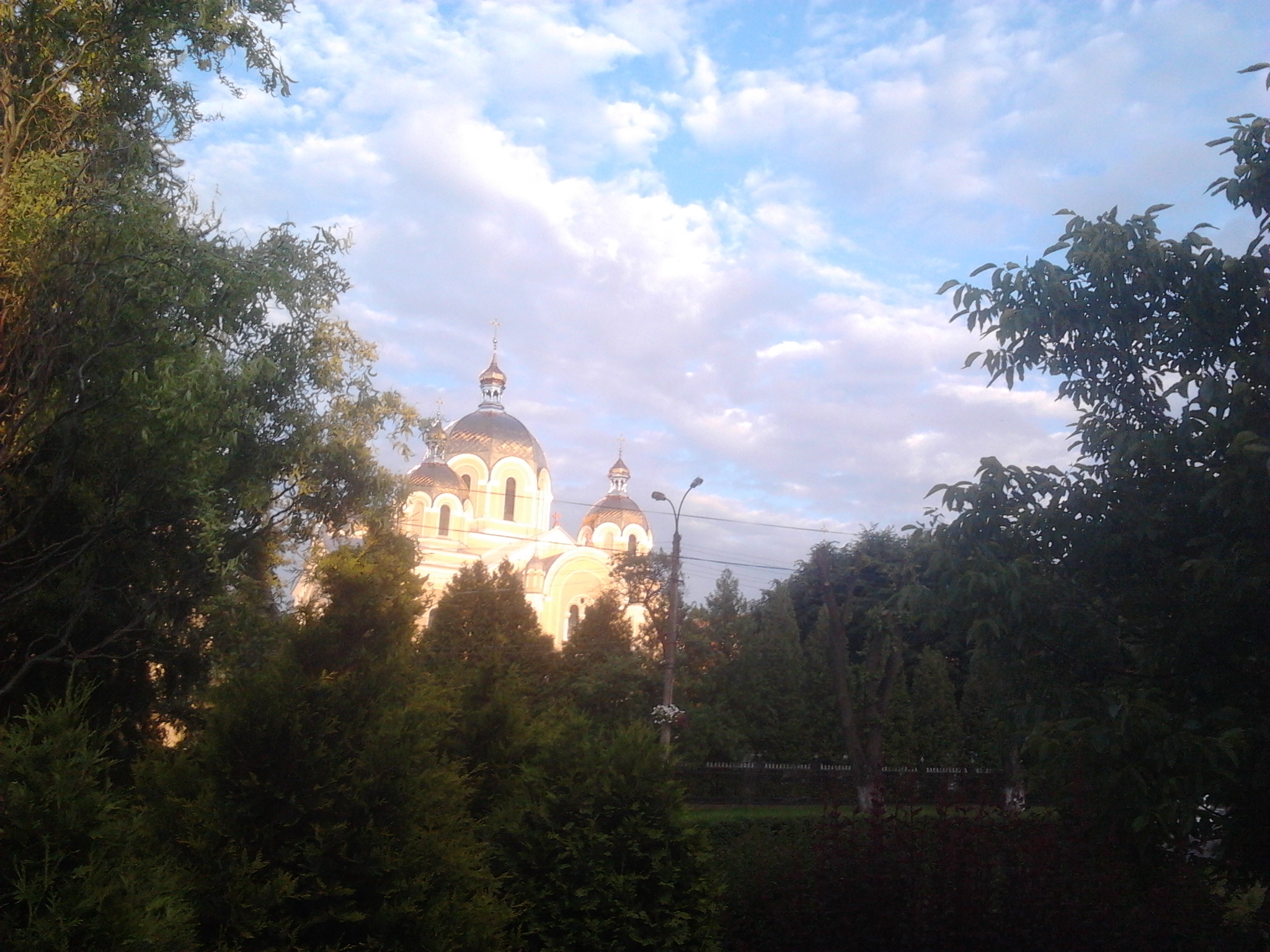
Церква Архистратига Михаїла УГКЦ
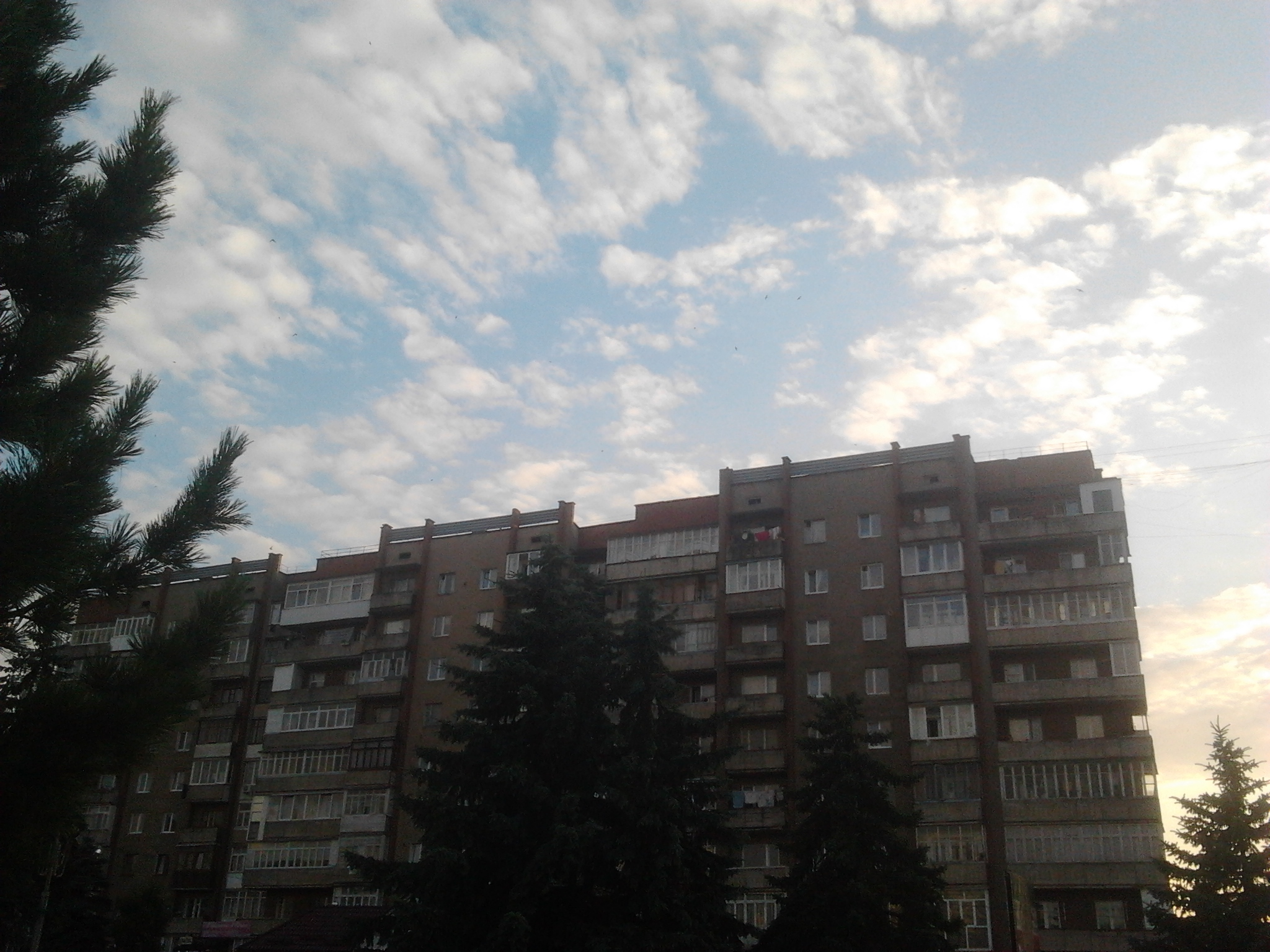
Дев'ятиповерхівка
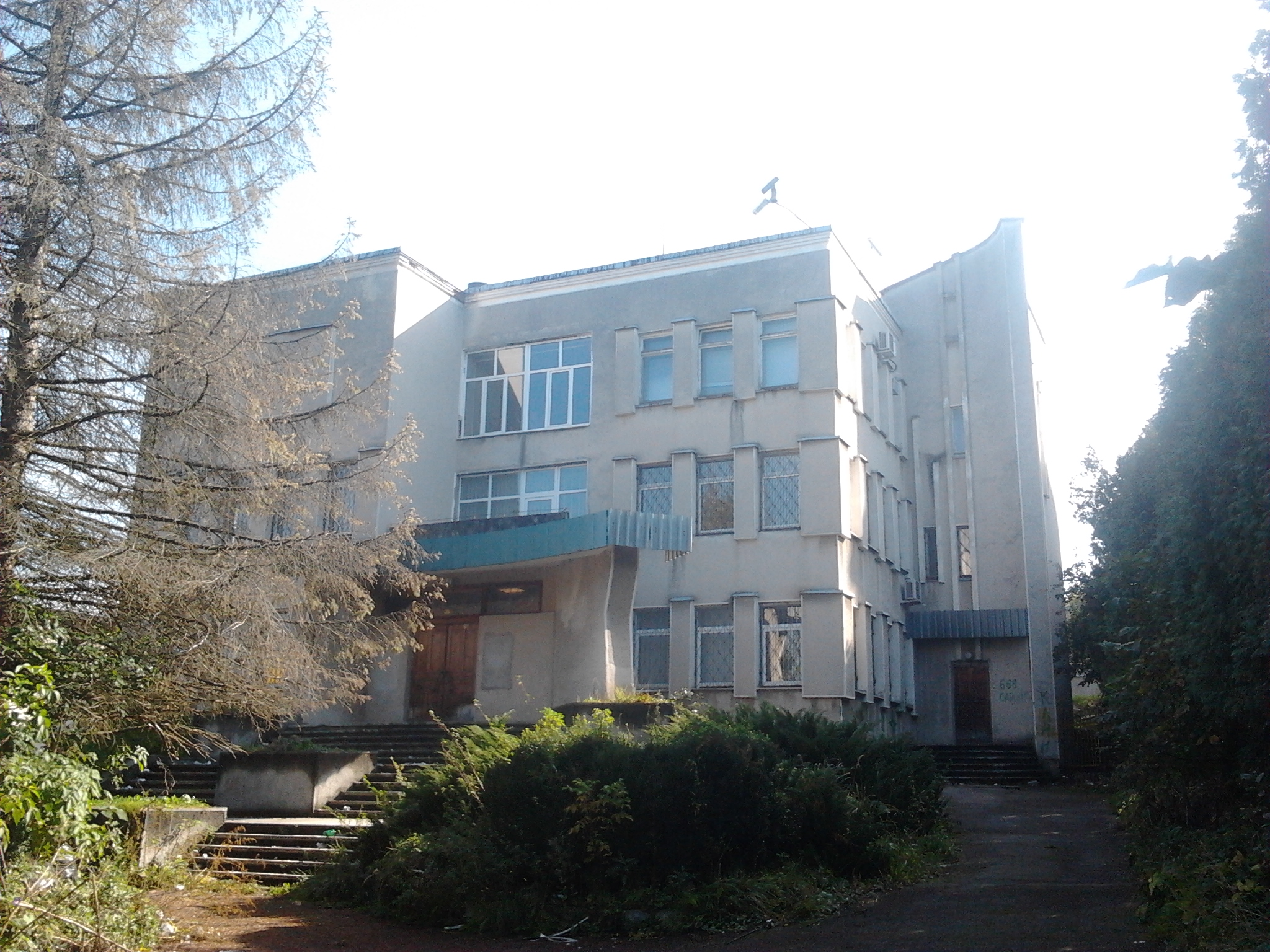
Будівля колишнього Промінвестбанку
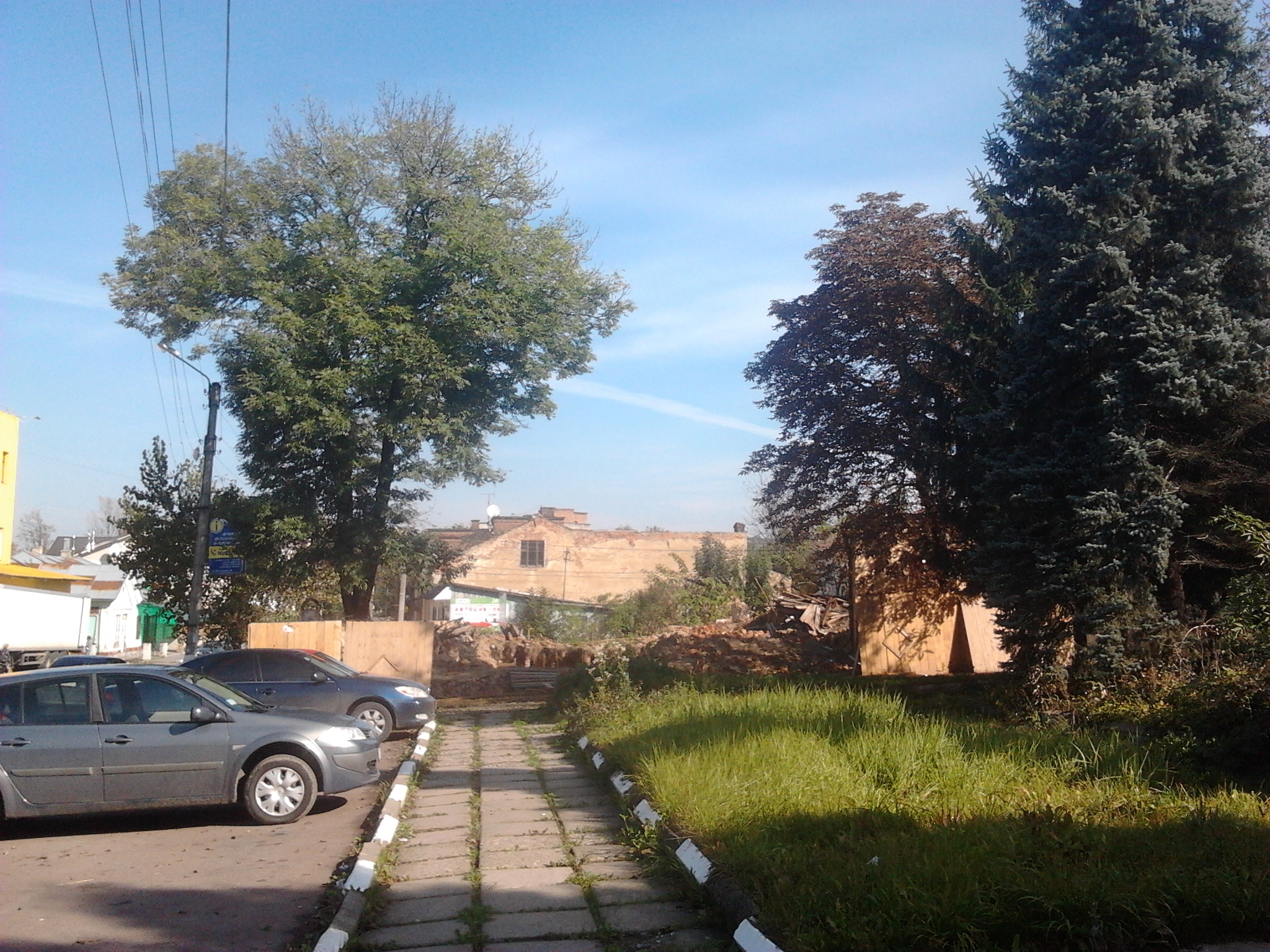
Тротуар, що веде до руїн Торгової школи
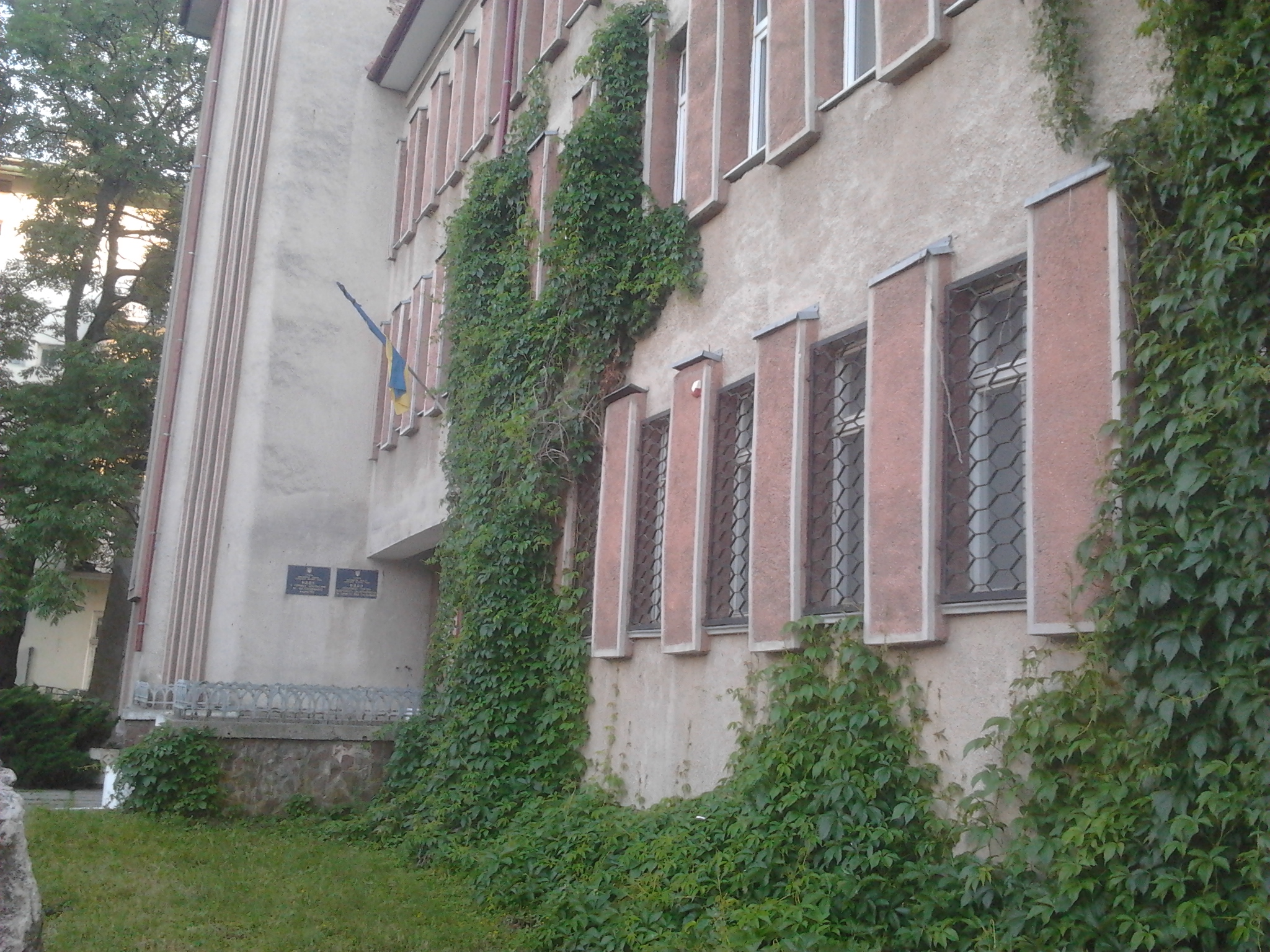
Міське управління архітектури